# Cmentarz żbikowski
Cmentarz żbikowski – cmentarz parafii Matki Bożej Częstochowskiej w Piastowie położony w Żbikowie.

## Historia
Cmentarz powstał na terenie wokół nieistniejącego już kościoła św. Krzyża w Żbikowie w 1743, kiedy ówczesny proboszcz Szymon Alshutt zapisał: „Anno 1743. W tym roku zacząłem stawiać cmentarz, którego 4 przęsła postawiłem, resztę P.P. Parafianom obliguję, aby dokończyli mając tego roku znaczny początek do tego”. Na przestrzeni czasów teren cmentarza był powiększany i w XIX miejscowy gospodarz i parafianin Bartłomiej Kiliański przeznaczył grunta na ten cel. Najstarszy zachowany pochówek pochodzi z 1829 i należy do Ejchela Krauta. Na cmentarzu znajduje się kwatera sióstr benedyktynek-samarytanek oraz, przy bramie głównej, mogiła żołnierzy Wojska Polskiego z września 1939. Uwagę zwraca nagrobek Adama Mossakowskiego zastrzelonego w Lesznie k. Błonia przez mariawitów.

## Pochowani na cmentarzu

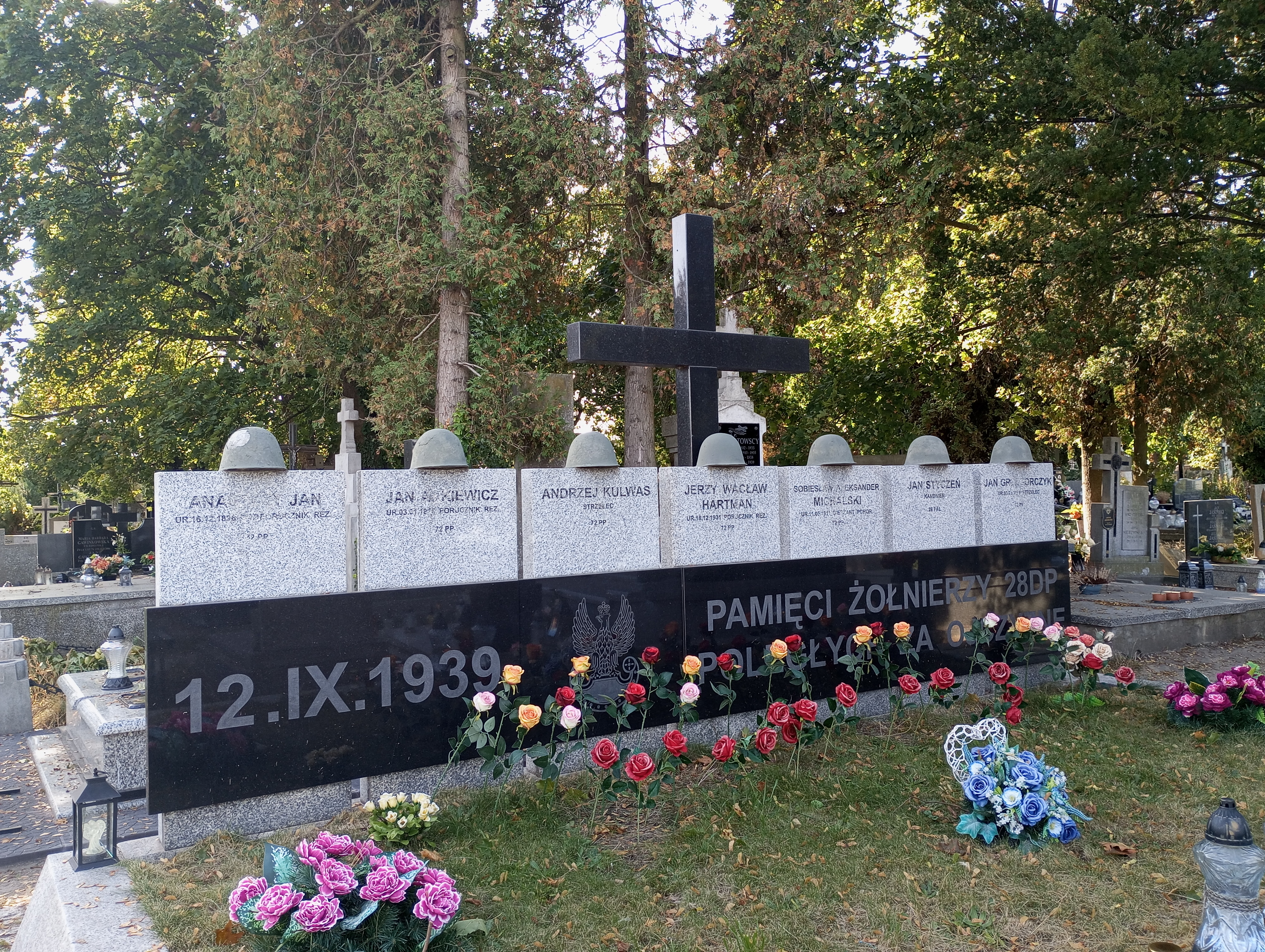
Mogiła żołnierzy poległych w bitwie pod Brwinowem

Niektórzy pochowani na cmentarzu w Żbikowie:
- Adam Mossakowski,
- prof. Jan Moszczyński zm. 1864,
- Romualda dr Lefeve, Coloncel du Regiment de la Gorek zm. 1863,
- Leokadia Trzaskoweska zm. 1871,
- płk Jan Rowa zm. 1893,
- Józef Piasecki zm. 1894,
- Jan Czaki zm. 1896,
- Helena Rayzacher zm. 1897,
- Michał Znicz (grób skasowany)[4],
- Lech Czerkas,
- Jadwiga Modrzejewska,
- Ryszard Szymczak[5],
- Bernard Uchmański.